# Jack Lawson
John James „Jack” Lawson, 1. baron Lawson (ur. 16 października 1881 w Whitehaven, zm. 3 sierpnia 1965) – brytyjski polityk i działacz związków zawodowych, członek Partii Pracy, minister w pierwszym rządzie Clementa Attleego.
Lawson dorastał we wiosce Kells. Jego ojciec w wieku 9 lat został górnikiem, w wieku 11 lat wstąpił do floty, później służył w Royal Navy. W wieku 3 lat Lawson został wysłany do miejscowej Glass House School. Kiedy miał 6 lat, jego rodzina przeprowadziła się do wsi Flimby niedaleko miasta Maryport. Rok później rodzina ponownie przeprowadziła się do Durham. W wieku 12 lat rozpoczął pracę w kopalni. Wkrótce rozpoczął działalność w związkach zawodowych. W 1904 r. wstąpił do boltońskiego oddziału Niezależnej Partii Pracy. W 1905 r. rozpoczął korespondencyjny kurs w Ruskin College na Uniwersytecie Oksfordzkim. W 1912 r. został wybrany do rady hrabstwa Durham. W 1913 r. był delegatem do Międzynarodówki Górników. Po wybuchu I wojny światowej wstąpił na ochotnika do armii i został przydzielony do transportu konnego Royal Fleet Auxiliary.
W 1919 r. Lawson został wybrany do Izby Gmin w wyborach uzupełniających w okręgu Chester-le-Street. W pierwszym laburzystowskim rządzie w 1924 r. był finansowym sekretarzem w Ministerstwie Wojny. Po powrocie Partii Pracy do władzy w 1929 r. został parlamentarnym sekretarzem w Ministerstwie Pracy. Po utworzeniu rządu koalicyjnego w 1931 r. Lawson przeszedł do opozycji. W 1932 r. opublikował swoją autobiografię, A Man’s Life. Później napisał powieść o górnikach Under the Wheels, a także biografie Petera Lee i Herberta Smitha.
Kiedy w 1935 r. nowym liderem Partii Pracy został Clement Attlee, Lawson został członkiem nowo utworzonego partyjnego Komitetu Obrony. W kolejnych latach był krytykiem rządowej polityki appeasementu. W kwietniu 1939 r. minister spraw wewnętrznych John Anderson mianował Lawsona Wicekomisarzem ds. Obrony Cywilnej Regionów Północnych. Po wyborczym zwycięstwie laburzystów w 1945 r. Lawson został ministrem wojny. Na tym stanowisku zajmował się kwestiami okupacji Niemiec i demobilizacji. W październiku 1946 r. zrezygnował jednak ze stanowiska ze względu na zły stan zdrowia i wycofał się do tylnych ław parlamentu.
W 1949 r. otrzymał tytuł Lorda Namiestnika Durham. W 1950 r. zrezygnował ze startu w wyborach parlamentarnych. W marcu tego roku otrzymał parowski tytuł 1. barona Lawson i zasiadł w Izbie Lordów. W 1958 r. lord Lawson zrezygnował ze stanowiska Lorda Namiestnika. Zmarł w 1965 r. Wraz z jego śmiercią wygasł tytuł barona.